# 斯揚圖拉
斯揚圖拉（法語：Syen Toula），是馬里的城鎮，位於該國南部，由錫卡索區的布古尼省負責管轄，面積660平方公里，海拔高度323米，2009年人口8,797，人口密度每平方公里13.33人。